# Фудбалски савез Словеније
Фудбалски савез Словеније (словен. Nogometna zveza Slovenije) је главна фудбалска организација у Словенији.
Фудбалски савез основан је 1920. године. Регистровано је 330 клубова. Најстарији словеначки клубови су Железничар из Марибора (1910), Олимпија из Љубљане (1911) и Приморје из Ајдовшчине (1924). Члан је Светске фудбалске федерације ФИФА од 1992. и Европске фудбалске уније УЕФА од 1993. године. Национална лига постоји од 1992. године. Први шампион била ја Олимпија из Љубљане.
Прву утакмицу репрезентација је одиграла у Мурској Соботи, Словенија-Хрватска 0:1. Прву званичну утакмицу репрезентација је одиграла у Талину против Естоније 3. јуна 1993, а резултат је био 1:1.
Боја дресова репезентације је зелена. Два пута је учествовала на светским првенствима 2002, 2010.